# Milorad Mažić
Милорад Мажић ou Milorad Mažić, né le 23 mars 1973 à Vrbas, est un arbitre serbe de football, qui officie internationalement entre 2009 et 2019.
En 2019, il a été classé par le site d'arbitrage britannique world Referee comme le meilleur arbitre de tous les temps,. La même année, il a signé un contrat en Chine pour former des arbitres chinois, pour un salaire d'un million d'euros pour deux ans, faisant de lui l'un des arbitres les mieux rémunéré au monde.

## Compétitions
Il a officié dans des compétitions majeures : 
- Coupe de Serbie de football 2008-2009 (finale)
- Championnat d'Europe de football des moins de 17 ans 2009 (trois matchs)
- Championnat d'Europe de football espoirs 2011 (trois matchs)
- Coupe de Serbie de football 2011-2012 (finale)
- Coupe de Serbie de football 2012-2013 (finale)
- Coupe du monde de football des moins de 20 ans 2013 (deux matchs)
- Coupe du monde de football de 2014
- Euro 2016 en France
- Finale de la Supercoupe de l'UEFA 2016
- Coupe des confédérations 2017 (deux matchs dont la finale)
- Finale de la Ligue des champions de l'UEFA 2017-2018
- Coupe du monde de football de 2018
- Ligue des nations de l'UEFA 2018-2019